# Bétel (Poděbrady)
Bétel (Bét-el, Boží dům) je modlitebna, respektive sborový dům Církve bratrské vybudovaná v letech 2005–2007 v Poděbradech. Její slavnostní otevření připadlo na neděli 2. listopadu 2007.
Budova obsahuje kromě vlastního bohoslužebného prostoru ještě další komornější prostory, umožňující pořádání menších neformálních sborových či misijních setkání, například Kurzů Alfa, English clubů, atp. Tento rys je pro modlitebny a sborové domy protestantských církví typický, stejně jako to, že budova používá soudobé architektonické tvarosloví.